# Tisza–Körös-vidéki nyelvjárás
A Tisza–Körös-vidéki, vagy hortobágyi nyelvjárás egy egyre inkább csökkenő csoport által beszélt magyar nyelvváltozat. A Hortobágy eldugott tanyáin, elmaradott falvaiban használatos. Móricz Zsigmond novelláiban gyakran előfordul. A hortobágyi nyelvjárás a rideg pásztorok által használt kifejezésmód, amely jelentősen spórolt a szavakkal, minthogy a pásztorok maguk is szűkszavú emberek voltak. Móricz Zsigmond ennek főbb szókincsbeli jellegzetességeit dokumentálta a „Komor ló”-ban.
A hortobágyi nyelvjárást Debrecenben, Balmazújvárosban és Nádudvaron, a környék nagyobb városaiban már csak elvétve beszélik, sokkal erősebb bázisa van a falvakban. Egyik jellegzetes eltérése í-ző kiejtés. Az irodalmi nyelvben használt é hang helyett az í használata a szóalak hangsúlyos és hangsúlytalan helyén fordul elő (szíjjel, megnízheted, rígen, szítverés). Némely szóban rendhagyó módon az é helyébe i helyettesítődik („verik a bilyeget”, „sütik a bilyeget”). Az í-ző hatás az egyes szám harmadik személyű -é birtokos személyragos formák esetében is i-re váltja hangokat (létire, szemivel, fektiből, testivel, keservit, öklivel).
A másik hortobágyi sajátosság a j-zés: ez gyakran a szó eleji l-t váltja (jány). A ly-vel jelölt j hang mindenütt l-re redukálódik (válu, luk). A tőszavak „ol” szótagjából a szótagzáró helyzetben, ha az l-t dentális mássalhangzó követi, az l kiesik, és az o hosszabbodik (vót, vóna, vón, vónék, dógom, kódus). A köznyelvi ó, ő fonémák leginkább ï kettőshangzóban realizálódnak. Az ó helyén ú van (lú). Az ő hang helyén eléggé általános az ű (űneki).
Móricz műveiben nyelvészeti vélemények szerint némely hortobágyi szó leírása nem helyes, sőt éppenséggel sajtóhibáról lehet szó, emiatt nem pontosak a hangjelölései. Mások viszont arra gyanakszanak, hogy kétféle kiejtésről lehet szó, mely kettősség már nem áll fenn. Mivel a nyelvjárásokat megvetéssel kezelték akkoriban is, Móricz sok esetben emiatt tartózkodott minél gyakrabban a hortobágyi nyelvet alkalmazni.
A nyelvjárást külső hatások is érték. A hattál (hagytál) alak a tiszántúli nyelvjárásból eredeztethető. Gyakoriak az e-é váltóhangok is (felkél). A konszonánsok néhány esetben eltűnnek (mán, má), az-ez mutatónévmások esetében a szóvégi z hang is sokszor lekopik.
A hanglejtésbeli jellegzetességeken kívül számos lexikai elkülönülése is van: avval–akkor, gyarlandó–esendő, másmint–másként, öregebb vége – nehezebb része, vasaló–pásztorkunyhó, kunéroz–ingerel, lesuvad–lezuhan, cserény–vesszőkunyhó.